# Donte DiVincenzo
Donte DiVincenzo (Newark, 31 januari 1997) is een Amerikaans-Italiaans basketballer die sinds 2024 uitkomt voor de Minnesota Timberwolves. 

## Carrière

### 2018-2022: Debuut bij en kampioen met de Milwaukee Bucks
DiVincenzo speelde van 2015 tot 2018 collegebasketbal voor de Villanova Wildcats. Hij stelde zich in 2018 beschikbaar voor de NBA draft waarin hij als 17e in de eerste ronde werd gekozen door de Milwaukee Bucks. Op 10 juli 2018 tekende DiVincenzo een meerjarig contract bij de Milwaukee Bucks. DiVincenzo debuteerde voor de Bucks op 17 oktober 2018 in een wedstrijd tegen de Charlotte Hornets. In zijn rookie-seizoen speelde DiVincenzo slechts 27 wedstrijden, voornamelijk als gevolg van een voetblessure. Daarnaast speelde DiVincenzo in zijn debuutseizoen ook nog 4 wedstrijden voor de Wisconsin Herd, het geaffilieerde team van Milwaukee in de NBA G League. In zijn tweede seizoen kreeg DiVincenzo steeds meer speelgelegenheid en hij sloot het seizoen af met een gemiddelde van 9,2 punten en 4,8 rebounds per wedstrijd tijdens gemiddeld 23 minuten per wedstrijd. Milwaukee plaatste zich voor de playoffs waarin ze in de eerste ronde met 4-1 te sterk waren voor de Orlando Magic. In de tweede ronde verloor Milwaukee van de Miami Heat, de latere winnaar van de Western Conference.
Tijdens het seizoen 2020/2021 begon DiVincenzo steeds als basisspeler waarbij hij zijn statistieken tijdens het seizoen nog verder kon verbeteren naar een gemiddelde van 10,4 punten, 5,8 rebounds en 3,1 assists per wedstrijd. DiVincenzo begon ook aan de playoffs, maar na een enkelblessure in de derde wedstrijd van de eerste ronde tegen de Miami Heat moest hij de rest van de play-offs aan zich laten voorbijgaan. Milwaukee, onder aanvoering van Giannis Antetokounmpo, stoomde door naar de finale waarin er ook werd gewonnen van de Phoenix Suns. DiVincenzo won zo met Milwaukee zijn eerste NBA-kampioenschap. DiVincenzo maakte, na 6 maanden afwezigheid, zijn rentree in december 2021.

### 2022-2023: Ruil naar de Sacramento Kings en al snel naar de Golden State Warriors
Op 10 februari 2022 werd DiVincenzo geruild naar de Sacramento Kings. Ook de Detroit Pistons en de Los Angeles Clippers betrokken waren in deze ruil waarbij verder Josh Jackson, Trey Lyles, Serge Ibaka, David Michineau, Rodney Hood, Semi Ojeleye, Marvin Bagley III, Vanja Marinkovic en enkele toekomstige drafts betrokken werden. In de zomer van 2022 tekende DiVincenzo een contract voor 2 seizoenen bij de Golden State Warriors. In 72 wedstrijden voor de Warriors was DiVincenzo goed voor een gemiddelde van 9,4 punten, 4,5 rebounds en 3,5 assists. In juni 2023 lichtte DiVincenzo een optie in zijn contract waardoor hij opnieuwe een vrije speler werd.

### 2023-2024: New York Knicks
Als vrije speler tekende DiVincenzo op 8 juli 2023 een meerjarig contract bij de New York Knicks. DiVincenzo begon het seizoen 2023/2024 bij de Knicks vanop de bank, maar vanaf december 2023 kon DiVincenzo zich doorzetten vanuit de starting five. Op 25 maart 2024 scoorde DiVincenzo 40 punten tijdens een winstwedstrijd tegen de Detroit Pistons, goed voor de hoogste score uit zijn carrière. Hij scoorde hierbij 11 driepunters, het hoogste aantal in de geschiedenis van de Knicks. Over het ganse seizoen was DiVinczenzo goed voor een gemiddelde van 15,5 punten, het hoogste gemiddelde uit zijn loopbaan. Hierbij scoorde hij 283 driepunters, een nieuw record bij de New York Knicks. In de eerste ronde van de play-offs was DiVincenzo met de Knicks met 4-2 te sterk voor de Philadelphia 76ers. In de tweede ronde verloor DiVincenzo en de Knicks met 4-3 van de Indiana Pacers.

### 2024-2025: Minnesota Timberwolves
Op 2 oktober 2024 werd DiVincenzo, samen met Keita Bates-Diop, Julius Randle en een toekomstige draftkeuze geruild naar de Minnesota Timberwolves. In de deal, waarbij ook de Charlotte Hornets betrokken waren, wisselden verder nog DaQuan Jeffries, Charlie Brown Jr., Duane Washington Jr., Karl-Anthony Towns en James Nnaji van team.

## Erelijst
- NBA-kampioen: 2021

## Statistieken
| Legenda | Legenda                | Legenda | Legenda                 | Legenda | Legenda               |
| ------- | ---------------------- | ------- | ----------------------- | ------- | --------------------- |
| WG      | Wedstrijden gespeeld   | WS      | Wedstrijden als starter | MPW     | Minuten per wedstrijd |
| FG%     | Fieldgoal-percentage   | 3P%     | Drie-punterpercentage   | VW%     | Vrije-worppercentage  |
| RPW     | Rebounds per wedstrijd | APW     | Assists per wedstrijd   | SPW     | Steals per wedstrijd  |
| BPW     | Blocks per wedstrijd   | PPW     | Punten per wedstrijd    | Vet     | Hoogste in carrière   |

### Regulier seizoen
| Seizoen  | Team                   | WG  | WS  | MPW  | FG%  | 3P%  | FW%  | RPW | APW | SPW | BPW | PPW  |
| -------- | ---------------------- | --- | --- | ---- | ---- | ---- | ---- | --- | --- | --- | --- | ---- |
| 2018/19  | Milwaukee Bucks        | 27  | 0   | 15,2 | 40,3 | 26,5 | 75,0 | 2,4 | 1,1 | 0,5 | 0,2 | 4,9  |
| 2019/20  | Milwaukee Bucks        | 66  | 24  | 23,0 | 45,5 | 33,6 | 73,3 | 4,8 | 2,3 | 1,3 | 0,3 | 9,2  |
| 2020/21  | Milwaukee Bucks        | 66  | 66  | 27,5 | 42,0 | 37,9 | 71,8 | 5,8 | 3,1 | 1,1 | 0,2 | 10,4 |
| 2021/22  | Milwaukee Bucks        | 17  | 0   | 20,1 | 33,1 | 28,4 | 85,2 | 3,5 | 1,7 | 0,6 | 0,2 | 7,2  |
| 2021/22  | Sacramento Kings       | 25  | 1   | 26,6 | 36,2 | 36,8 | 83,9 | 4,4 | 3,6 | 1,5 | 0,2 | 10,3 |
| 2022/23  | Golden State Warriors  | 72  | 36  | 26,3 | 43,5 | 39,7 | 81,7 | 4,5 | 3,5 | 1,3 | 0,1 | 9,4  |
| 2023/24  | New York Knicks        | 81  | 63  | 29,1 | 44,3 | 40,1 | 75,4 | 3,7 | 2,7 | 1,3 | 0,4 | 15,5 |
| 2024/25  | Minnesota Timberwolves | 62  | 10  | 25,9 | 42,2 | 39,7 | 77,8 | 3,7 | 3,6 | 1,2 | 0,3 | 11,7 |
| Carrière | Carrière               | 416 | 200 | 25,5 | 42,7 | 38,0 | 77,2 | 4,3 | 2,9 | 1,2 | 0,3 | 10,7 |

### Play-offs
| Seizoen  | Team                   | WG | WS | MPW  | FG%  | 3P%  | FW%  | RPW | APW | SPW | BPW | PPW  |
| -------- | ---------------------- | -- | -- | ---- | ---- | ---- | ---- | --- | --- | --- | --- | ---- |
| 2019/20  | Milwaukee Bucks        | 10 | 1  | 16,5 | 45,1 | 33,3 | 65,0 | 3,2 | 1,2 | 0,7 | 0,3 | 6,6  |
| 2020/21  | Milwaukee Bucks        | 3  | 3  | 23,3 | 18,8 | 16,7 | -    | 6,3 | 2,7 | 1,0 | 0,3 | 2,7  |
| 2022/23  | Golden State Warriors  | 13 | 1  | 18,1 | 37,5 | 34,1 | 66,7 | 3,0 | 2,8 | 0,8 | 0,2 | 5,5  |
| 2023/24  | New York Knicks        | 13 | 13 | 35,8 | 41,9 | 42,5 | 86,7 | 4,0 | 2,6 | 1,2 | 0,9 | 17,8 |
| 2024/25  | Minnesota Timberwolves | 15 | 0  | 25,1 | 36,5 | 31,8 | 76,9 | 3,1 | 3,3 | 1,4 | 0,3 | 8,7  |
| Carrière | Carrière               | 54 | 18 | 24,3 | 39,3 | 35,8 | 76,0 | 3,5 | 2,6 | 1,1 | 0,4 | 9,4  |